# Mecometopus placens
Mecometopus placens är en skalbaggsart som beskrevs av Louis Alexandre Auguste Chevrolat 1862. Mecometopus placens ingår i släktet Mecometopus och familjen långhorningar. Inga underarter finns listade i Catalogue of Life.